# Insulin glargine
Insulin glargine, được bán trên thị trường dưới tên Lantus, là một loại insulin có tác dụng lâu dài, được sử dụng trong điều trị bệnh tiểu đường loại I và loại II. Nó thường không phải là insulin tác dụng dài được đề nghị ở Vương quốc Anh. Nó được sử dụng một lần một ngày dưới dạng tiêm ngay dưới da. Hiệu ứng thường bắt đầu một giờ sau khi sử dụng.
Các tác dụng phụ thường gặp bao gồm lượng đường trong máu thấp, các vấn đề tại chỗ tiêm, ngứa và tăng cân. Các tác dụng phụ nghiêm trọng khác bao gồm kali máu thấp. Insulin NPH chứ không phải insulin glargine thường được ưa thích trong thai kỳ. Sau khi tiêm vi tinh thể từ từ giải phóng insulin trong khoảng 24 giờ. Insulin này làm cho các mô cơ thể hấp thụ glucose từ máu và làm giảm sản xuất glucose của gan.
Insulin glargine đã được phê duyệt cho sử dụng y tế tại Hoa Kỳ vào năm 2000. Tại Hoa Kỳ, chi phí bán buôn trên 100 đơn vị là khoảng 26 USD vào năm 2018. Ở Anh, số tiền này khiến NHS phải trả khoảng 2,35 bảng. Năm 2016, đây là loại thuốc được kê đơn nhiều thứ 22 tại Hoa Kỳ với hơn 26 triệu đơn thuốc.

## Sử dụng trong y tế
Nhóm insulin tác dụng dài, bao gồm insulin glargine, không xuất hiện tốt hơn insulin protamine Hagedorn (NPH) trung tính nhưng có chi phí lớn hơn, kể từ năm 2010, không hiệu quả về chi phí điều trị bệnh tiểu đường loại 2. Không rõ liệu có sự khác biệt về hạ đường huyết do tầm quan trọng của liều và không đủ dữ liệu để xác định bất kỳ sự khác biệt nào liên quan đến kết quả lâu dài. Nó thường không phải là insulin tác dụng dài được đề nghị ở Vương quốc Anh.

### Trộn với các loại insulin khác
Không giống như một số loại thuốc có tác dụng kéo dài khác, (ví dụ NPH), glargine không được pha loãng hoặc trộn với insulin hoặc dung dịch khác trong cùng một ống tiêm. Tuy nhiên, hạn chế này đã được đặt câu hỏi.

## Hết hạn bằng sáng chế
Bảo vệ bằng sáng chế cho insulin glargine đã hết hạn ở hầu hết các quốc gia trong năm 2015. Insulin glargine từ đối thủ cạnh tranh Eli Lilly đã có mặt ở hầu hết các quốc gia trong năm 2015, dưới tên thương hiệu Basaglar (như một sản phẩm tiếp theo ở Mỹ) và Abasaglar (như một loại thuốc sinh học ở EU). Glargine insulin Biosimilar chỉ được phát hành ở cường độ 100U/mL cho đến nay, và tương đương sinh học trong cường độ 300U/mL của Toujeo vẫn chưa được tung ra.